# جان فيليب فاسال
جان فيليب فاسال (22 فبراير 1954 في الدار البيضاء في المغرب -) مهندس معماري وأكاديمي فرنسي، يدير مع زوجته آن لاكاتون الشركة المعمارية لاكتون وفاسال. وقد حاز الزوجان جائزة بريتزكر لعام 2021.